# Manos Limpias (Italia)
Se conoce como Mani pulite (en español: "Manos limpias") al proceso judicial llevado a cabo en Italia en 1992 por un equipo de magistrados dirigido por Francesco Saverio Borrelli y formado por Antonio Di Pietro, Ilda Boccassini, Piercamillo Davigo y Gherardo Colombo. El proceso descubrió una extensa red de corrupción política que implicaba a los principales grupos políticos del momento, así como a diversos grupos empresariales e industriales, y numerosas autoridades, desde alcaldes hasta miembros del parlamento. El asunto, conocido también como Tangentopoli (del vocablo tangente que significa soborno en italiano y el sufijo poli equivalente a ciudad), causó gran conmoción en la opinión pública de Italia y precipitó el desprestigio de numerosos políticos, así como la decadencia -y eventual extinción- de diversos partidos políticos. Durante el proceso, de manera espontánea, hubo manifestaciones en que la gente arrojaba monedas en la vía pública de ciudades como Roma, Milán o Florencia.

Bettino Craxi

Bettino Craxi se convirtió en el Presidente del Consejo de Ministros en 1983, en coalición, y dirigió el gobierno más largo de la República Italiana, durante 1.058 días. Craxi fue un hombre que dividió a la opinión pública. Algunas personas sostuvieron su visión política y otras lo desaprobaron porque tuvo mucha autoridad. Por otra parte, el sistema político y el sector privado padecían una corrupción estructural para llevar a cabo sus negocios, y Craxi no era ajeno a estas prácticas. Asimismo, surgieron en esos años nuevas reivindicaciones del pueblo, que Craxi no captó, puesto que las creía satisfechas. A partir del Mani Pulite, la justicia lo condenó a 27 años de prisión. Craxi renunció a su puesto de secretario nacional del PSI el 11 de febrero de 1993 y se exilió en Túnez en 1994, hasta su muerte en 2000.

## El contexto político
La investigación "manos limpias" (conocida también con el término "tangentopoli"), dirigida inicialmente por la Procuraduría de la República de Milán y posteriormente extendida en toda la península, se desarrollaba en un contexto político de corrupción, extorsión y financiación ilegal de los partidos políticos más tradicionales, acusados de aceptar sobornos a gran escala de diversas bandas criminales a cambio de "protección" para sus actividades delictivas. 
Estaban involucrados ministros, diputados, senadores, empresarios e incluso los expresidentes del Consejo.

### Las elecciones de 1992

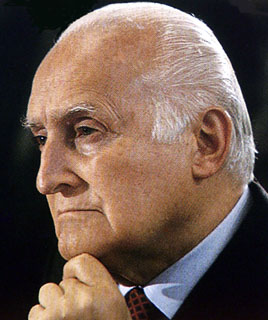
Oscar Luigi Scalfaro

Las elecciones de abril de 1992 se caracterizaron por el aumento de la abstención y la indiferencia de la población frente a una política cerrada y que no había sabido renovarse a pesar de los cambios históricos trascendentales en esos años. La disminución del consenso embistió a casi todos los mayores partidos: en especial la Democracia Cristiana (DC) y los herederos del Partido Comunista disuelto: Partido Democrático de Izquierda (PDS) y el Partido de la Refundación Comunista (PCR) perdieron mucha aceptación.

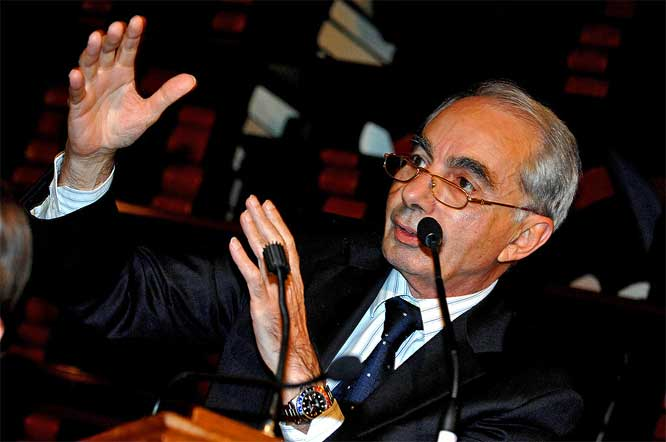
Giuliano Amato

Los verdaderos ganadores de la elección fueron dos partidos de reciente fundación: Liga Norte y La Red, el primero desarrollado en el norte de Italia y el segundo en el sur.
El parlamento que se formó fue dirigido por el formato cuatripartito por la Democracia Cristiana (DC), el Partido Socialista Italiano (PSI), el Partido Socialista Democrático Italiano (PSDI) y el Partido Liberal Italiano (PLI). Pese a que el gobierno conservaría la mayoría absoluta, la ola de arrestos y citaciones judiciales contra los diputados lo debilitó mucho.
En mayo del mismo año, en un ambiente de caos (en aquellos días fue asesinado el juez Giovanni Falcone) fue elegido Presidente de la República el democristiano Oscar Luigi Scalfaro. Giuliano Amato se convirtió en el nuevo presidente del Consejo.

### Las elecciones de 1993
En las elecciones locales de diciembre de 1993 se confirmó la crisis de los partidos tradicionales: DC y PSI perdieron cada uno cerca de la mitad de los votos, aumentando el rechazo a ambos grupos entre la masa ciudadana. Aprovechando el impulso de las crecientes protestas populares, el gobierno Amato se comprometió a instar a la dimisión de todos los miembros del parlamento implicados en una investigación policial. Inevitablemente la investigación alcanzó a muchos ministros, por lo que el Ejecutivo llegó a un porcentaje de renuncias sin precedentes.
En las nuevas elecciones de junio de 1993, el cuatripartito experimentó una caída pesada: la Democracia Cristiana perdió otra vez la mitad de los votos y el Partido Socialista prácticamente desapareció. La Liga Norte se convirtió en la mayor fuerza política en el norte de Italia. La oposición de izquierda se acercó a la mayoría, pero aún carecía de unidad y control.
El 5 de marzo, el gobierno aprobó una ley que se llama "el decreto Conso" por Giovanni Conso, el Ministro de Justicia quien despenalizó la financiación ilegal de los partidos políticos. El decreto contenía una ley retroactiva y por lo tanto incluiría a los acusados de "manos limpias".
Tras la gran movilización de los medios de comunicación, Amato, el Presidente de la República, se negó por primera vez en la historia a firmar un decreto-ley.
El referéndum del 18 de abril los electores votaron a favor de la introducción del sistema electoral mayoritario. El gobierno de Amato renunció a gobernar el 21 de abril.
El Parlamento no logró formar un nuevo gobierno político: Scalfaro eligió encomendar la Presidencia del Consejo al gobernador del Banco de Italia, Carlo Azeglio Ciampi quien formó un gobierno provisional, el primero en la historia de Italia.

### Las elecciones de 1994
En las elecciones de 1994, Silvio Berlusconi entró en política y a finales de marzo ganó las elecciones. Con el inicio de la nueva legislatura se acabó la inmunidad parlamentaria de Craxi, para quien se emitió una orden de arresto. Pero ya era demasiado tarde porque Craxi ya se encontraba en Hammamet (Túnez). El 21 de julio de 1995 Craxi fue declarado oficialmente fugitivo.

### 1995 y 1996
El año 1995 es el año en que las acusaciones contra el juez Antonio Di Pietro tocan el pico. Entre finales de 1995 y principios de 1996, Di Pietro y los magistrados de la Fiscalía de Milán son absueltos de todos los cargos.
En 1996 fueron las nuevas elecciones parlamentarias: el ganador es la coalición de centro-izquierda L'Oliva. Romano Prodi es el nuevo presidente del Consejo y Di Pietro entra en su gobierno como ministro de Obras Públicas. Se retirará al cabo de unos meses, ya alcanzado por las nuevas acusaciones. Finalmente absuelto en 1997 se postuló para el Senado por el partido de centro-izquierda y fue elegido.

## El proceso de las Manos Limpias

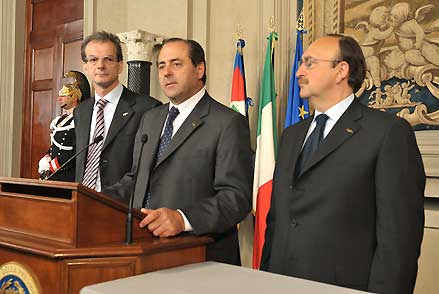
Antonio Di Pietro, en el centro, en una sesión parlamentaria.

El punto de partida de la lucha contra la corrupción política italiana tuvo lugar el 17 de febrero de 1992. Ese día el procurador de Milán Antonio Di Pietro recibió la orden de arrestar a Mario Chiesa, miembro del PSI. Chiesa fue detenido en su despacho en el momento en que recibía un soborno de 7 millones de liras. El dinero provenía de las manos del empresario Luca Magni quien, en complicidad con Di Pietro, había acudido a entregar la mitad del dinero que pretendía el dirigente del PSI por haber obtenido una concesión evaluada en 140 millones de liras.
Fue una noticia que tuvo mucho eco en los medios, por eso se puede considerar como el inicio de toda una serie de arrestos de hombres políticos corruptos. Ante esta noticia, el líder del PSI, Bettino Craxi, hizo declaraciones en las cuales negaba toda existencia de una red de corrupción a nivel nacional como lo sospechaba la justicia y lo denunciaban los periódicos.
Pero durante el interrogatorio de Chiesa, éste confesó que la corrupción estaba muy generalizada y desarrollada en el ámbito político. Además, estas investigaciones aparecieron en un momento muy importante porque, en abril de 1992, se desarrollaban las elecciones legislativas. Esta causa judicial se llamó "Tangentopoli" y en ella debieron declarar aproximadamente 4.000 empresarios y políticos de diversos partidos.
El magistrado Di Pietro guardaba todas las investigaciones pendientes. Las elecciones fueron un caos para los grandes partidos. Un mes después tuvo lugar la elección presidencial, saliendo elegido Oscar Luigi Scalfaro. Cuando tomó sus funciones, indicó que rechazaba toda concesión respecto a los políticos sospechosos, dejando que la justicia actuara. 
El juez Giovanni Falcone (especialista antimafia) fue asesinado el 23 de mayo de 1992. El 19 de julio ocurrió otro asesinato de un magistrado antimafia, Paolo Borsellino.
En agosto de 1992, Craxi atacó a Di Pietro a través del periódico de su partido político. El 12 de septiembre de 1992, un miembro del PSI (Sergio Moroni) se suicidó y dejó un escrito reconociéndose culpable de corrupción. 
Hasta el final del año 1992 y principio del 1993, se desarrollaron otras tentativas para desestabilizar a los procuradores investigadores. Así, se llevaron a cabo otras detenciones y salió a luz una red muy extendida de corrupción.

## El 30 de abril de 1993

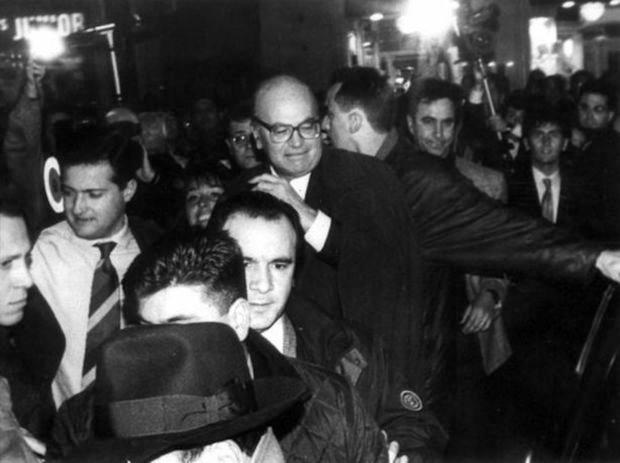
Salida del Craxi del hotel San Raphaël

Bettino Craxi había sido perseguido por varias convocatorias de investigación por corrupción y financiación ilegal de su partido. El 29 de abril la Cámara de Diputados había negado la posibilidad de proceder en cuatro de las seis causas en las que Craxi estaba imputado. Esto llevó a que la cúpula del PSI se reuniera en el hotel San Raphaël, donde el líder del partido vivía desde los años setenta. Al festejo asistieron otros amigos como en entonces empresario Silvio Berlusconi.
El día de 30 de abril se organizaron grandes manifestaciones, convocadas principalmente por los partidos de la oposición. Bettino Craxi salió del hotel San Raphaël situado en Roma; y la gente le recriminaba con palabras en contra de sus acciones, hacían ruido y tiraban objetos hacia él y el coche que iba a llevarle desde allí. La gente tiraba monedas y billetes de lira, gritando frases como “Vuoi pure queste?” (que en italiano significa: Quieres también estos?), un gesto usando el dinero como símbolo del dinero robado. Fue una protesta en contra de la corrupción, que dominaba esta época en Italia y este día se convirtió en un momento histórico. A Craxi se le sugirió salir por la parte trasera del hotel, pero él se negó y quiso enfrentar al grupo que allí estaba esperándolo. Berlusconi, en cambio, si prefirió retirarse pasando por inadvertido y declaró:

¿Qué respeto podemos tener por nosotros mismos si siendo amigos de alguien durante años debiéramos darle la espalda en los momentos de mala suerte y dificultad? Soy amigo de Bettino Craxi desde hace veinte años, y como amigo, personalmente, estoy contento por él.
Silvio Berlusconi

La manifestación no sólo representó la opinión de la gente sino también el cansancio de la polémica y la injusticia. Se ha usado la palabra “tangentopoli” para describir la corrupción italiana en este período. El 30 de abril de 1993 fue un día simbólico de la crisis de la corrupción, el final de la Primera República de Italia y la política de Bettino Craxi.

## En la cultura popular
La aclamada serie de televisión 1992, creada por Stefano Accorsi y estrenada en Sky Italia en 2015, trata sobre todo el proceso de mani pulite.